# Biddeford
Biddeford  város az USA Maine államában, York megyében. Lakosainak száma 22 552 fő (2020. április 1.).

## Népesség
A település népességének változása:

| 2010 | 21 277 |
| 2020 | 22 552 |